# Kazankyrkan, Irkutsk
Kazankyrkan (ryska: Казанская церковь; translitteration: Kazanskaja tserkov; kyrkslaviska: Казанскаѧ це́рковь), eller populärt kallad Röda kyrkan, är en rysk-ortodox kyrkobyggnad belägen i staden Irkutsk i Irkutsk oblast, i östra Ryssland.
Kyrkan är helgad åt en ikon vid namn ''Vår Fru av Kazan'' och tillhör Irkutsks stift.

## Historik
Från början var det planerat att Kazankyrkan i Irkutsk skulle vara helgad åt Sankt Nikolaus, men det blev ändrat.
Byggandet av Kazankyrkan började den 27 juli 1885, då grundstenen lades och avslutades 1892 och invigdes under påsken samma år.
Efter den ryska revolutionen 1917 var kyrkan aktiv i 18 år till. Men 1936 gick den samma öde till mötes som många andra kyrkor i Sovjetunionen: den stängdes ner.
I slutet av 1980-talet beslutades det att kyrkan skulle restaureras, som började under hösten 1988.
I oktober 1990 tog ett mindre företag över restaureringen. Restaureringen genomfördes på bekostnad av frivilliga donationer från både organisationer och invånare i Irkutsk.

## Kyrkan
- Kyrkan har nio klockor, som göts i Jaroslavl.[2]

- Inne i kyrkan finns en ikonostas som är gjord av granit, tillverkad i Indien, 12 m hög och väger 70 ton.[3]

## Bilder

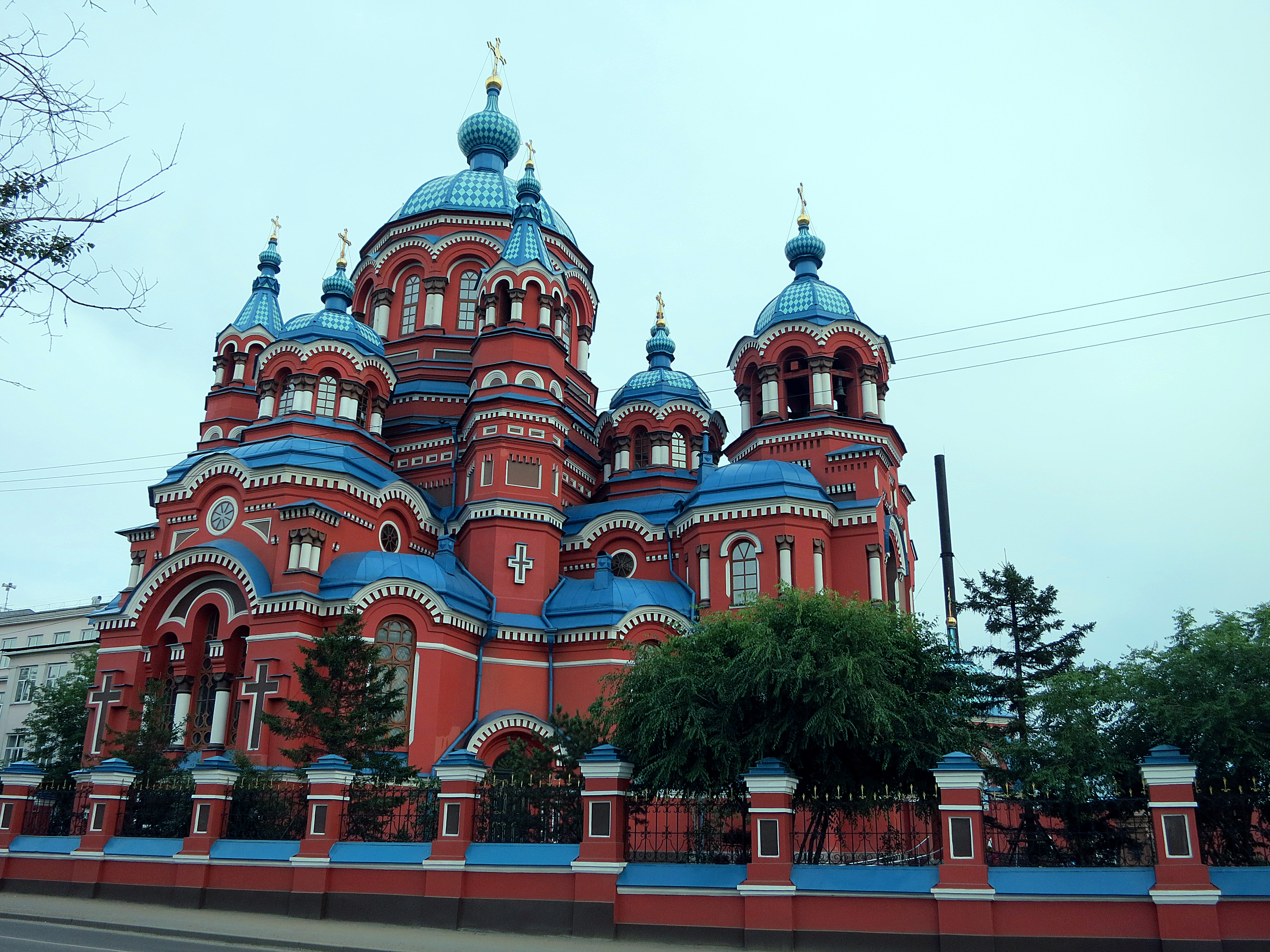
Närmare bild på kyrkan.
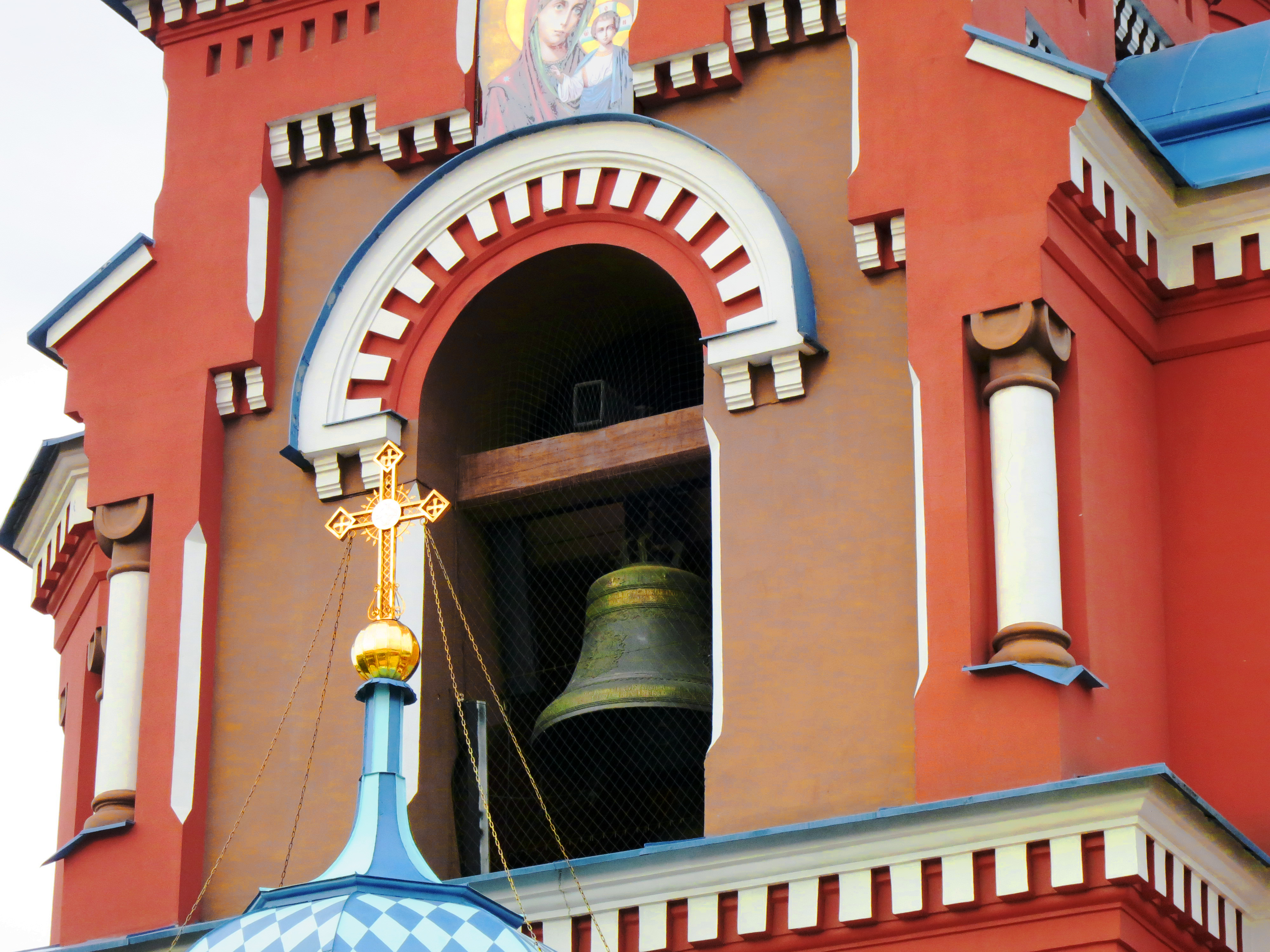
En av klockorna.
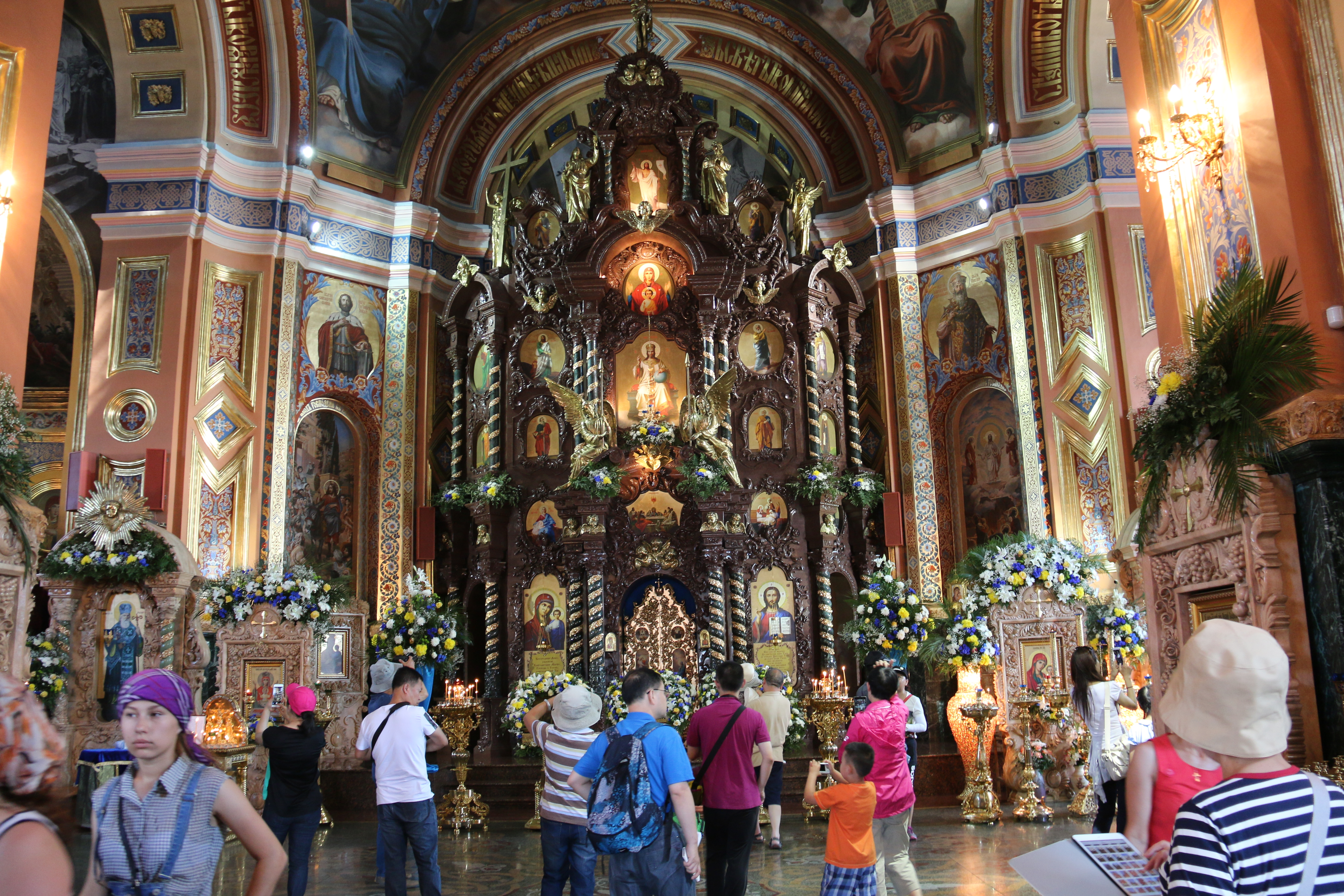
Kyrkans interiör mot ikonostasen.
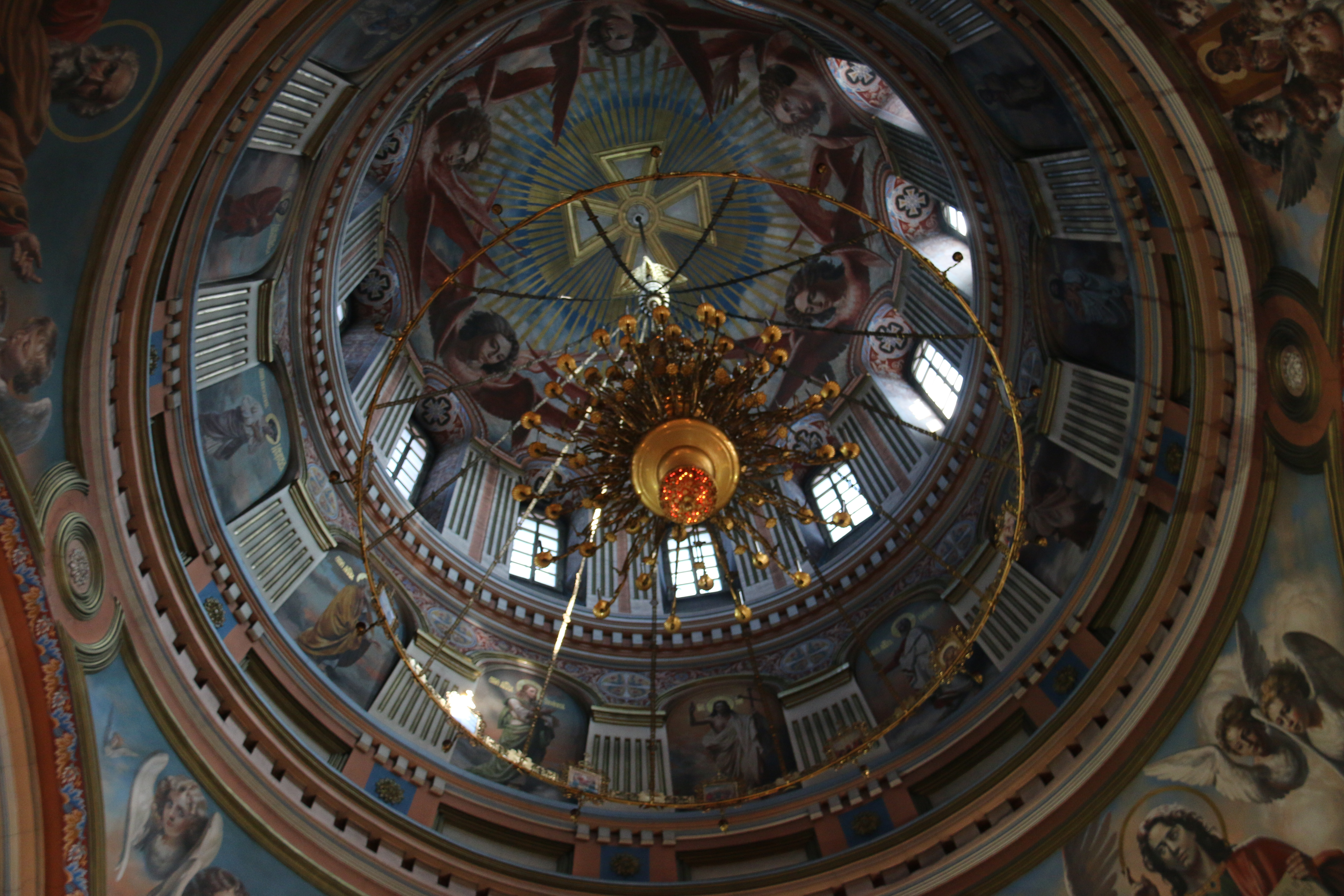
Kupolen inifrån.
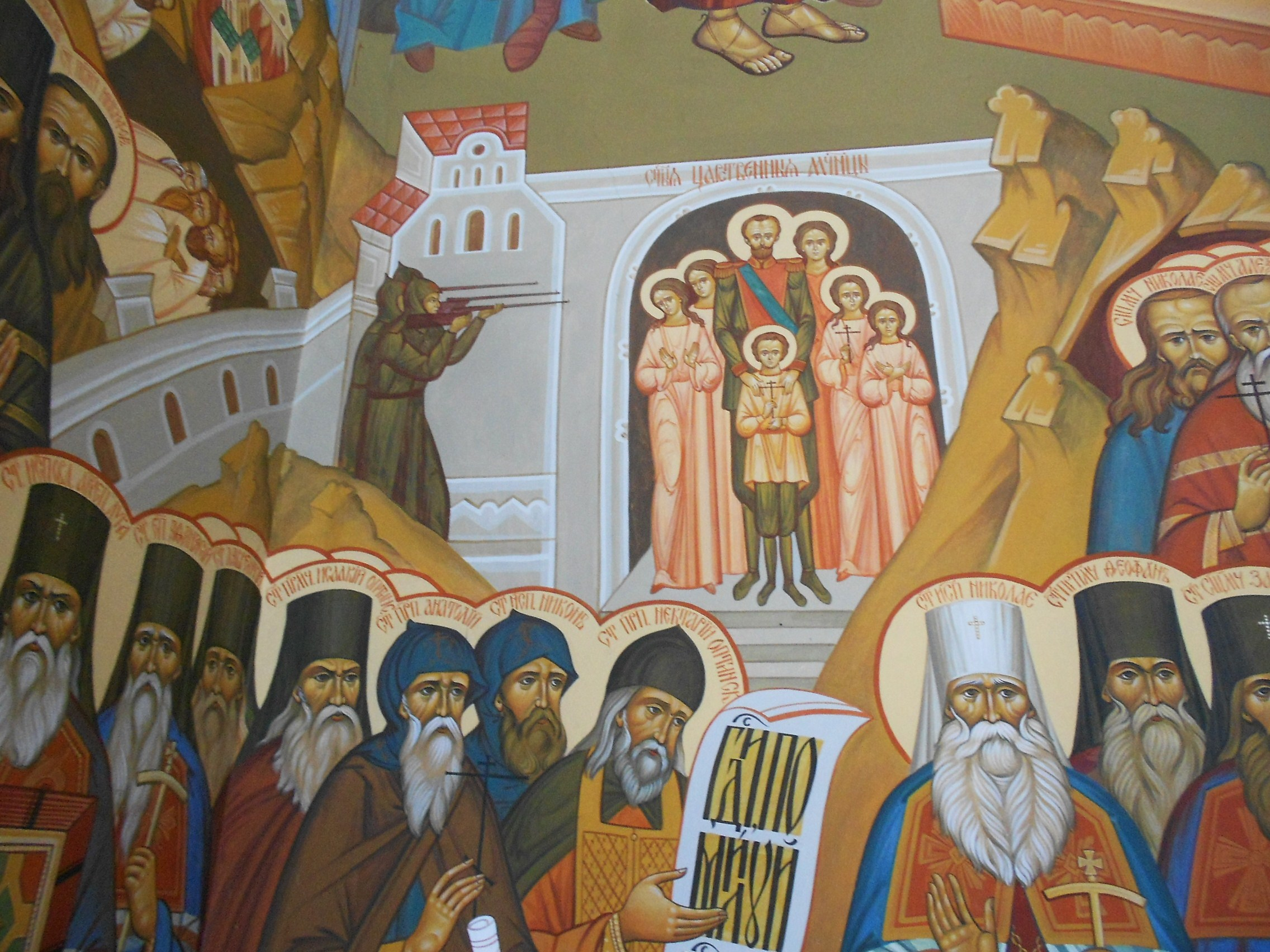
Fresk förställande avrättningen av tsarfamiljen 1918.
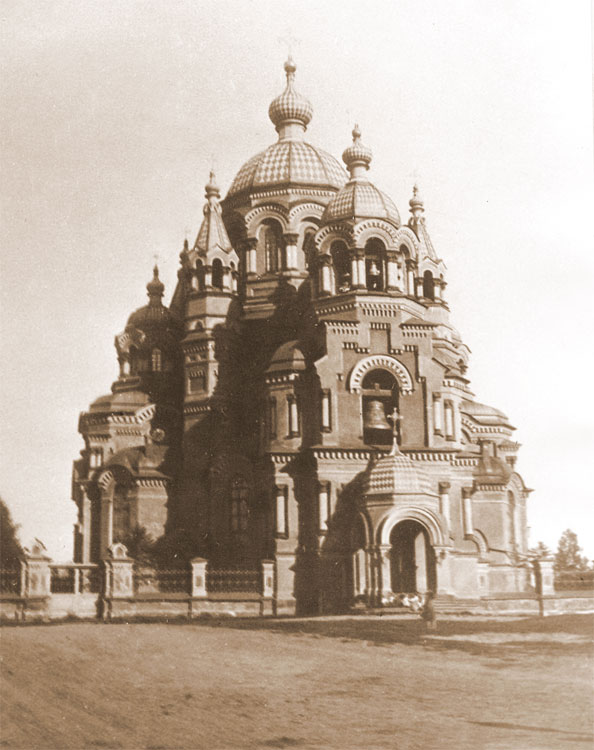
Kazankyrkan omkring 1910-talet.

### Allmänna källor
- Градо-Иркутская Казанская церковь (самый большой из действующих храмов в Иркутской области) - История Иркутска — LiveJournal
- Церковь во имя Казанской иконы Божьей матери | ИРКИПЕДИЯ - портал Иркутской области: знания и новости (irkipedia.ru)
- Казанская церковь (Иркутск): история, расписание богослужений, фото, адрес (omolitvah.ru)